# Magnolia champaca
Espèce
Statut de conservation UICN

 LC  : Préoccupation mineure
Magnolia champaca (anciennement Michelia champaca) est une espèce de plantes à fleurs de la famille des Magnoliaceae. C'est un arbre originaire de l'écozone indomalaise.
Il est surtout connu pour la forte odeur de ses fleurs blanches et jaunes. Cependant, il est surtout cultivé pour son bois. Il est aussi utilisé en architecture du paysage. Pour le bouddhisme, Maitreya, le futur bouddha, atteindra l’illumination sous cet arbre.

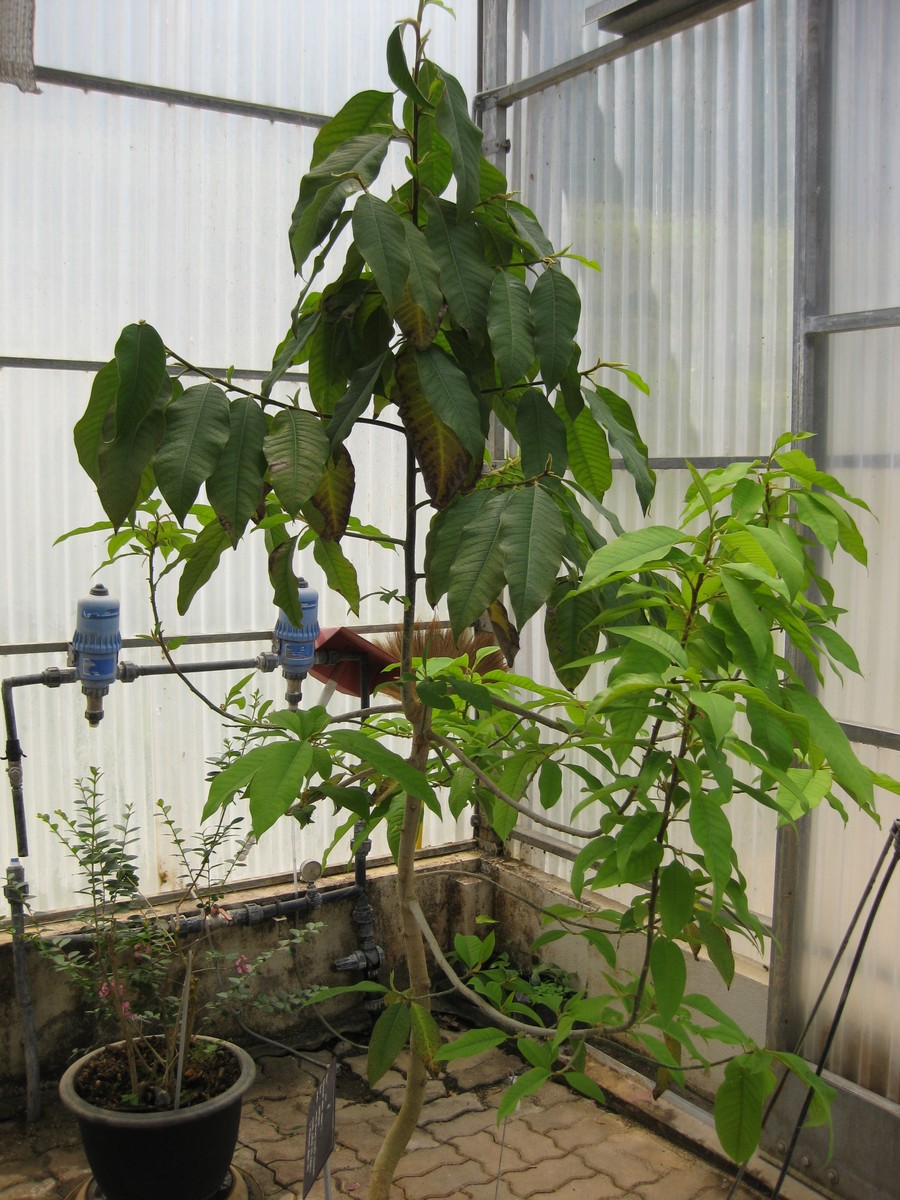
Magnolia champaca, au Jardin botanique de la reine Sirikit, en Thaïlande.

## Description
C'est un arbre sempervirent pouvant faire jusqu'à 50 mètres de haut.

## Répartition et habitat
La plante est originaire de l'écozone indomalaise, consistuée de l'Asie du Sud, de l'Asie du Sud-Est−Indochine et du sud de la Chine. On la trouve au Bangladesh, en Birmanie, au Cambodge, en Chine, en Inde, en Indonésie, en Malaisie, aux Maldives, au Népal, aux Philippines, en Thaïlande et au Viêt Nam. En Chine, on la trouve dans le sud du Tibet et au sud/sud-ouest du Yunnan. In 2021, une population isolée, présumément native, de M. champaca a été identifiée au Yémen, ce qui fait que M. champaca est la seule espèce connue de Magnoliaceae présente dans la péninsule Arabique. 
La plante pousse en milieu tropical et subtropical constituée de forêts humides, à des altitudes allant de 200 à 1600 mètres.